# Alicja Krzemień
Alicja Krzemień – polska inżynier, dr hab., adiunkt Głównego Instytutu Górnictwa.

## Życiorys
12 kwietnia 2011 obroniła pracę doktorską Diagnoza i kontrola ryzyka związanego z wykonywaniem czynności niebezpiecznych w podziemiach kopalń - ujęcie modelowe, następnie uzyskała stopień doktora habilitowanego. Została zatrudniona na stanowisku adiunkta w Głównym Instytucie Górnictwa.
Jest członkiem Komitetu Górnictwa PAN.